# アズール・エア
アズール・エア（ロシア語：Азур Эйр、英語：Azur Air）とは、チャーター便を運航するロシアの航空会社である。設立初期はカテカヴィア（Katekavia）としてクラスノヤルスクを、現在ではモスクワを拠点に路線を展開している。

## 歴史

### カテカヴィア
同社は当初、1995年にクラスノヤルスクを拠点とするコミューター航空会社として、カテカヴィアの社名にて運航を開始した。シベリア共和国とサハ共和国へのチャーター便も就航させ、2010年からはTu-134のような大型の機種を導入し、4年後には合計3機保有した
しかし2010年8月3日、An-24RVがCFITにより墜落し、乗員乗客15名のうち12名が死亡する事故が起きた（詳細はカテカヴィア9357便墜落事故）。
2014年には、イェメリャノヴォ空港を発着するシベリアのスルグトとトムスク行きの便を定期化したほか、イガルカ発クラスノヤルスク行きの乗客が、搭乗機の脚部が凍ったため出発前にマイナス52度のなか降機させられた様子を撮影した動画を投稿したことで、国際報道機関やソーシャルメディアの注目を浴びた。

### アズール・エア
2015年にトゥルハン航空の機材を引き継いだ同社は、レジャー航空会社としてアズール・エアにブランド名を変えた。同年12月には、前オーナーのUTエアーがアズール・エアをトルコの旅行会社アネックス・ツーリズム・グループ に売却したことが確認された。アネックスはその数週間前に、旧UTエアー・ウクライナであるアズール・エア・ウクライナを買収していた。
2018年には、ロシアの航空当局である連邦航空運輸局が、アズール・エアは同年3月20日までに安全違反の申し立てを解決しなければ運航許可が停止されることになると発表した。全便の運航停止につながることから、ロシアの観光当局であるロスツーリズム（RosTourism）はツアーオペレーター各社に対し、当面の間同社の航空券を販売しないよう勧告した。

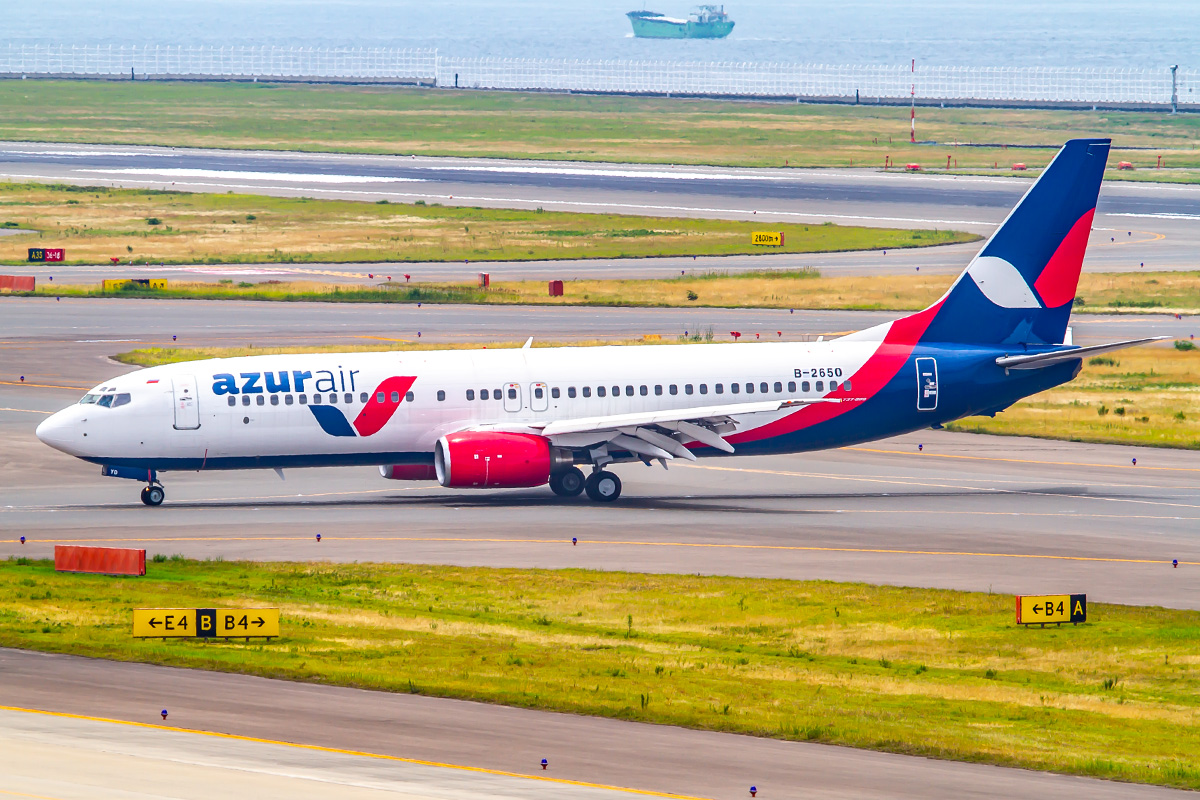
アズールエアのボーイング737

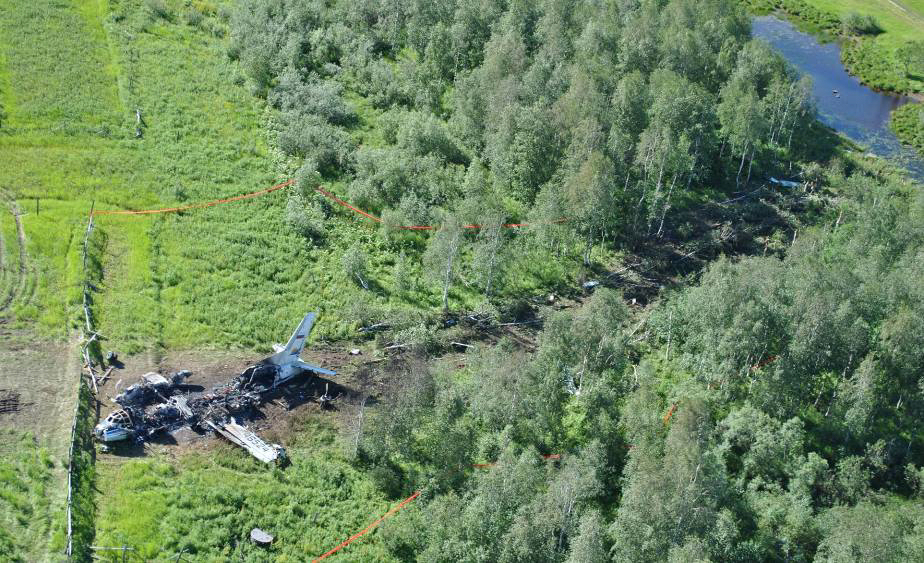
9357便の事故現場

## 就航地

### 現在の路線
※2021年時点
ロシア国内
- モスクワ
- サンクトペテルブルク
- エカテリンブルク
- ノヴォシビルスク
- ペルミ
- アルハンゲリスク
- バルナウル
- ベルゴロド
- チェリャビンスク
- イルクーツク
- カリーニングラード
- カルーガ
- カザン
- ケメロヴォ
- クラスノダール
- クラスノヤルスク
- ミネラーリヌィエ・ヴォードィ
- ムルマンスク
- ニジネカムスク
- ニジネヴァルトフスク
- ニジニ・ノヴゴロド
- ノヴォクズネツク
- オレンブルク
- オムスク
- ロストフ・ナ・ドヌ
- サマーラ
- スルグト
- スィクティフカル
- トムスク
- チュメニ
- ウファ
- ウリヤノフスク
- ヴォルゴグラード
- ヴォロネジ

ヨーロッパ
- ブルガス
- バルセロナ
- パルマ・デ・マヨルカ
- テネリフェ島
- ティヴァト
- ヘラクリオン
- ロドス島

ラテンアメリカ
- ラ・ロマーナ
- プエルト・プラタ
- プンタ・カーナ
- バラデーロ
- カンクン

アジア
- ゴア
- コロンボ
- バンコク
- クラビ
- パッタヤー
- テーサバーンナコーン・プーケット
- ニャチャン
- ダナン
- フーコック島
- アンタルヤ
- ボドルム
- ダラマン
- ドバイ

アフリカ
- カイロ
- アガディール
- ジェルバ島
- エンフィダ（英語版）
- モナスティル

## 保有機材
2025年現在の機材は以下の通りである。
| 機種       | 保有数 | 発注数 | 備考   |  |
| 旅客機     | 旅客機 | 旅客機 | 旅客機 |  |
| ---------- | ------ | ------ | ------ |  |
| B757-200   | 10     | —      | —      |  |
| B767-300   | 6      | –      | —      |  |
| B777-300ER | 1      | –      | 駐機中 |  |
| 総計       | 17     |        |        |  |

### 退役機材
| 機種                | 保有数 |
| ------------------- | ------ |
| ボーイング737-800   | 6      |
| ボーイング737-900ER | 2      |